# Borgo Pace
Borgo Pace település Olaszországban, Marche régióban, Pesaro és Urbino megyében. Lakosainak száma 517 fő (2023. január 1.). Borgo Pace Carpegna, Mercatello sul Metauro, Sansepolcro, Sestino, Badia Tedalda és San Giustino községekkel határos.

## Népesség
A település népessége az elmúlt években az alábbi módon változott:
| Lakosok száma | 686  | 611  | 613  | 517  |
|               | 2008 | 2017 | 2018 | 2023 |